# Командование сил специальных операций Канады
Командование сил специальных операций Канады (англ. Canadian Special Operations Forces Command, CANSOFCOM, фр. Commandement des Forces d'opérations spéciales du Canada, COMFOSCAN) — командование Канадских вооружённых сил. Отвечает за все операции войск специального назначения, направленные на противодействия терроризму и угрозам канадцам и канадским интересам по всему миру.

## Состав
Командование сил специальных операций Канады включает в себя:
- 427-я авиационная эскадрилья специального назначения — гарнизон «Петавава», провинция Онтарио
- Канадское объединённое подразделение по аварийным ситуациям — базы «Кингстон» и «Трентон», провинция Онтарио
- Канадский полк специального назначения — гарнизон «Петавава»
- 2-я Объединённая оперативная группа — Учебный центр Дуайер-Хилл на базе «Трентон», провинция Онтарио

Командование сил специальных операций Канады может действовать как независимое формирование, но его основной целью является подготовка войск специального назначения для поддержки Командования совместных операций Канады. Организация войск специального назначения таким образом повышает их эффективность при проведении операций, а также предоставляет более широкий выбор вариантов для правительства при развёртывании Канадских вооружённых сил.